# Дюдінген
Дюдінген (нім. Düdingen) — громада  в Швейцарії в кантоні Фрібур, округ Зензе.

## Географія
Громада розташована на відстані близько 23 км на південний захід від Берна, 6 км на північний схід від Фрібура.
Дюдінген має площу 30,8 км², з яких на 12,4% дозволяється будівництво (житлове та будівництво доріг), 67,8% використовуються в сільськогосподарських цілях, 13,2% зайнято лісами, 6,6% не є продуктивними (річки, льодовики або гори).

## Демографія
2019 року в громаді мешкало 8181 особа (+11,7% порівняно з 2010 роком), іноземців було 14,2%. Густота населення становила 266 осіб/км².
За віковим діапазоном населення розподілялося таким чином: 18,3% — особи молодші 20 років, 60,8% — особи у віці 20—64 років, 20,8% — особи у віці 65 років та старші. Було 3556 помешкань (у середньому 2,3 особи в помешканні).
Із загальної кількості 3982 працюючих 234 було зайнятих в первинному секторі, 1342 — в обробній промисловості, 2406 — в галузі послуг.